# Military Aircraft Serial Review
Military Aircraft Serial Review (kortweg MASR) is een Engelstalig boekje dat jaarlijks uitgegeven door de Nederlandse vereniging On Dutch Wings. 

## Boek
Het boekje bevat een overzicht met alle registraties van militaire vliegtuigen in Europa en Noord-Amerika. Het laatste hoofdstuk is gewijd aan vliegtuigen uit de rest van de wereld, waarbij het voornamelijk gaat om militaire transport- en VIP-toestellen die geregeld in Europa gezien worden. De MASR is verkrijgbaar via luchtvaartshops in Nederland en het Verenigd Koninkrijk en op de website van On Dutch Wings.
Sinds 2007 staan in het boekje alle bij luchtmachten wereldwijd operationele C-130 Hercules-transportvliegtuigen. In 2009 werd hier een compleet overzicht van alle P-3 Orions ter wereld toegevoegd. Tevens is er een nieuw hoofdstuk toegevoegd met ICAO-codes en gps-locaties van militaire vliegvelden.

## Website
Op de website van On Dutch Wings staat een serial database waarin zeer uitgebreid gezocht kan worden.